# Léonard Dutz
Léonard Dutz (ur. 6 sierpnia 1947 w Kelmis) – belgijski zapaśnik walczący w stylu klasycznym. Olimpijczyk z Meksyku 1968, gdzie zajął jedenaste miejsce w kategorii do 63 kg.
Szósty na mistrzostwach świata w 1967 roku.

## Letnie Igrzyska Olimpijskie 1968
| Konkurencja          | Rundy eliminacyjne         | Rundy eliminacyjne       | Rundy eliminacyjne    | Klas. końcowa |
| Konkurencja          | Przeciwnik I               | Przeciwnik II            | Przeciwnik III        | Miejsce       |
| -------------------- | -------------------------- | ------------------------ | --------------------- | ------------- |
| 63 kg styl klasyczny | Tortillano Tumasis (PHI) Z | Lothar Schneider (DDR) P | Martti Laakso (FIN) P | 11.           |